# 7366 Agata
7366 Agata (1996 UY) là một tiểu hành tinh vành đai chính được phát hiện ngày 20 tháng 10 năm 1996 bởi T. Kobayashi ở Oizumi.